# Idionella titivillitium
Espèce
Synonymes
- Ceraticelus titivillitium Crosby & Bishop, 1925

Idionella titivillitium est une espèce d'araignées aranéomorphes de la famille des Linyphiidae.

## Distribution
Cette espèce est endémique de Géorgie aux États-Unis,.

## Publication originale
- Crosby & Bishop, 1925 : Studies in New York spiders; Genera: Ceratinella and Ceraticelus. New York State Museum Bulletin no 264, p. 1-71.